# Pitierka (osiedle przy stacji)
Pitierka (ros. Питерка) – osiedle przy stacji w Rosji, w obwodzie saratowskim, w rejonie pitierskim. W 2010 liczyło 542 mieszkańców.